# Río Yasuní
Der Río Yasuní ist ein etwa 285 km langer rechter Nebenfluss des Río Napo in der ecuadorianischen Provinz Orellana.

## Flusslauf
Der Río Yasuní entspringt im Amazonastiefland zentral in der Provinz Orellana auf einer Höhe von etwa 300 m. Er fließt anfangs 140 km in überwiegend östlicher Richtung. Anschließend fließt er in Richtung Ostsüdost. Auf den unteren 50 Kilometern wendet sich der Río Yasuní allmählich in Richtung Nordnordost. Er mündet schließlich unmittelbar oberhalb der peruanischen Grenze in den Río Napo. Die Mündung liegt auf einer Höhe von etwa 177 m. Der Río Yasuní weist ein stark mäandrierendes Verhalten mit unzähligen Flussschlingen und Altarmen auf.

## Einzugsgebiet
Der Río Yasuní entwässert ein Areal von etwa 3150 km². Das Einzugsgebiet liegt in der Provinz Orellana. Es grenzt im Norden an das des Río Tiputini, im Süden an die Einzugsgebiete von Río Curaray und dessen Nebenfluss Río Nashiño.

## Ökologie
Das Einzugsgebiet des Río Yasuní ist weitgehend unbewohnt und mit Regenwald bedeckt. Die unteren 210 Kilometer des Río Yasuní befinden sich innerhalb des Nationalparks Yasuní. Im oberen Einzugsgebiet des Río Yasuní sind mehrere Erdölfirmen aktiv. Zur Fischfauna des Río Yasuní zählt der Dreibinden-Panzerwels (Corydoras trilineatus).